# Christopher Mintz-Plasse

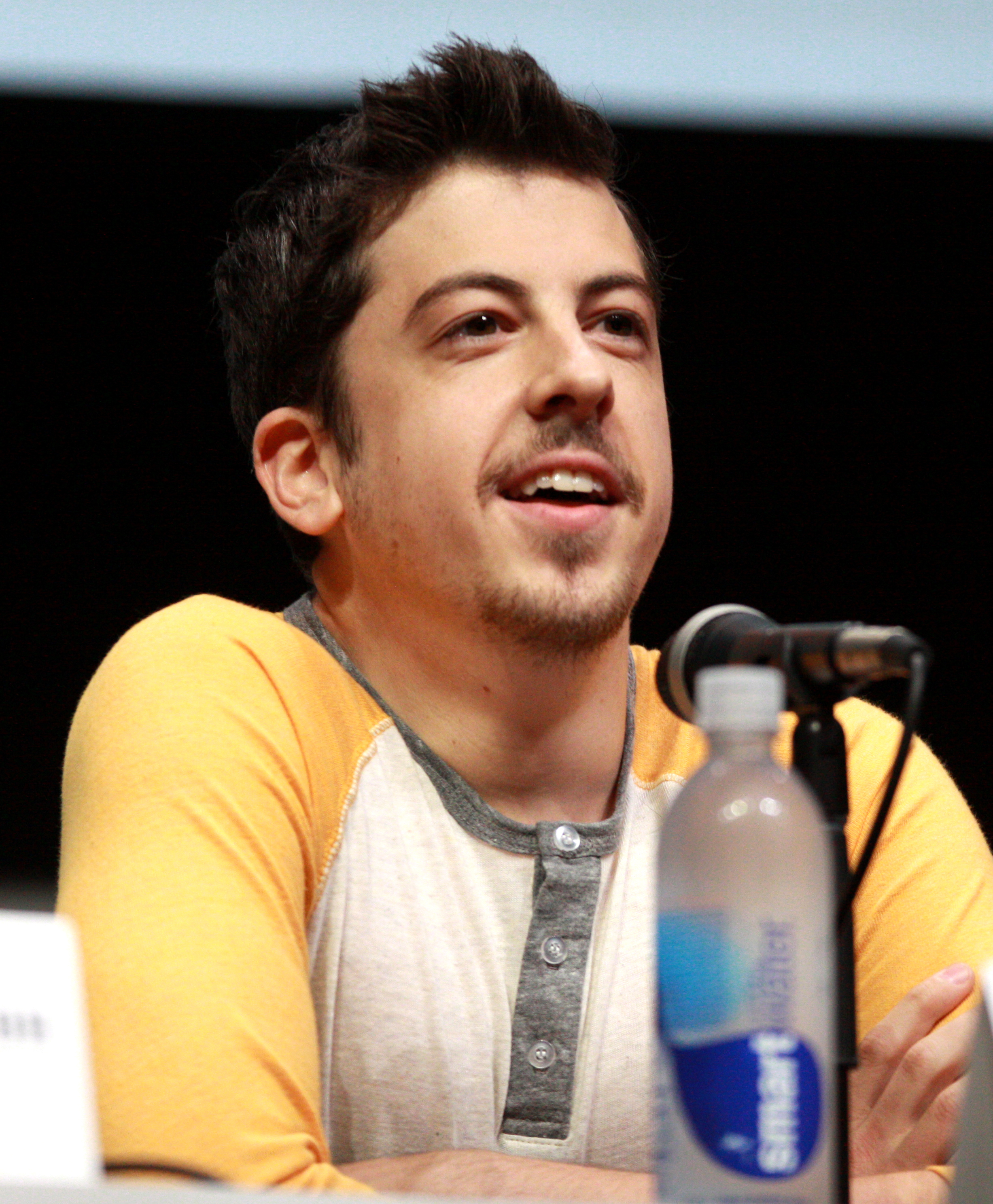
Mintz-Plasse bei der Comic-Con 2013

Christopher Charles Mintz-Plasse (* 20. Juni 1989 in Los Angeles, Kalifornien) ist ein US-amerikanischer Schauspieler.

## Karriere
Sein Debüt als Schauspieler gab Mintz-Plasse 2007 in der Rolle des Fogell / McLovin im Film Superbad. 2008 spielte er unter der Regie von David Wain in der Komödie Vorbilder?!.
2010 übernahm Mintz-Plasse die Rolle des Gegenspielers des Titelhelden im Film Kick-Ass. 2013 spielte er im Nachfolger Kick-Ass 2 erneut dieselbe Rolle. Im Jahr 2010 arbeitete er außerdem zusammen mit Kid Cudi und Kanye West im Musikvideo Erase Me als Drummer.
In den meisten Filmen wird er von Hannes Maurer synchronisiert. In den Filmen Superbad, Year One und Das ist das Ende wird er von Fabian Hollwitz synchronisiert.

## Filmografie
- 2007: Superbad

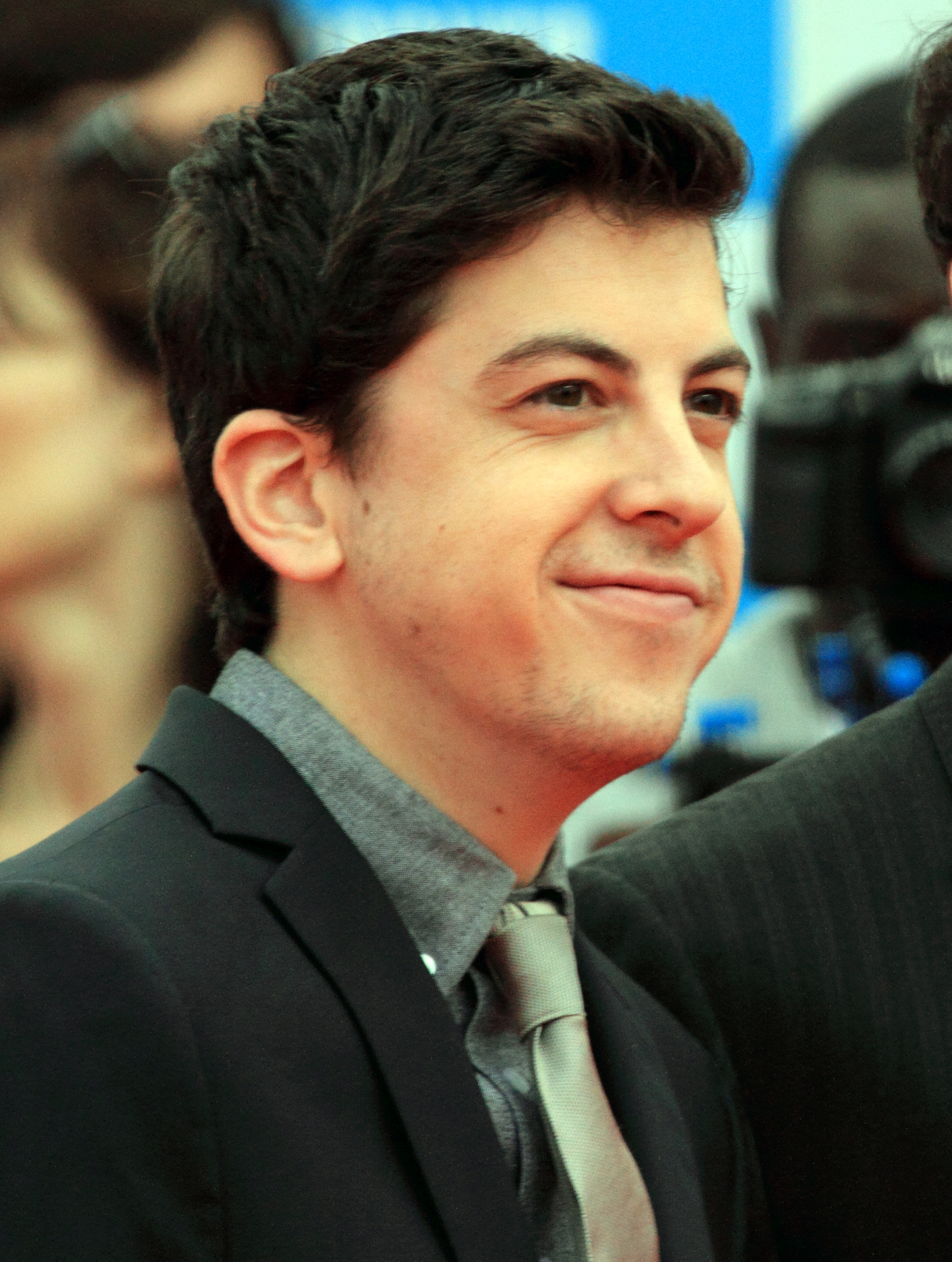
Christopher Mintz-Plasse (2011)

- 2007: Wainy Days (Fernsehserie, 1 Folge)
- 2008: Vorbilder?! (Role Models)
- 2009: Year One – Aller Anfang ist schwer (Year One)
- 2010: Drachenzähmen leicht gemacht (How to Train Your Dragon, Stimme)
- 2010: Kick-Ass
- 2010: Party Down (Fernsehserie, 1 Folge)
- 2010: Marmaduke (Stimme)
- 2011: Fright Night
- 2012: ParaNorman (Stimme)
- 2012: Pitch Perfect
- 2012: The Far Cry Experience (Internetserie)
- 2013: Movie 43
- 2013: Das ist das Ende (This Is the End)
- 2013: Die To-Do Liste (The To Do List)
- 2013: Kick-Ass 2
- 2014: Bad Neighbors (Neighbors)
- 2014: Drachenzähmen leicht gemacht 2 (How to Train Your Dragon 2, Stimme)
- 2016: Bad Neighbors 2 (Neighbors 2: Sorority Rising)
- 2016: Trolls (Stimme)
- 2016–2017: The Great Indoors (Fernsehserie, 22 Folgen)
- 2017: The Disaster Artist
- 2019: Drachenzähmen leicht gemacht 3: Die geheime Welt (How to Train Your Dragon: The Hidden World, Stimme)
- 2020: Promising Young Woman
- 2020: Trolls World Tour (Stimme)
- 2023: Trolls – Gemeinsam Stark (Trolls Band Together, Stimme)
- 2024: Die Abenteuer der Teenage Mutant Ninja Turtles (Tales of the Teenage Mutant Ninja Turtles, Fernsehserie, Stimme, 5 Folgen)